# Eudarcia nerviella
Eudarcia nerviella is een vlinder uit de familie van de Meessiidae. Deze soort is voor het eerst wetenschappelijk beschreven als Meessia nerviella door Hans Georg Amsel in een publicatie uit 1954.
De soort komt voor in Italië.